# Теркешть
Теркешть, Теркешті (рум. Terchești) — село у повіті Вранча в Румунії. Входить до складу комуни Попешть.
Село розташоване на відстані 147 км на північний схід від Бухареста, 16 км на південний захід від Фокшан, 78 км на захід від Галаца, 112 км на схід від Брашова.

## Населення
За даними перепису населення 2002 року у селі проживали 515 осіб, усі — румуни. Усі жителі села рідною мовою назвали румунську.